# Картопляний салат
Картопляний салат — популярна страва європейської кухні, переважно чеської, німецької і австрійської. Являє собою салат з відвареноЇ картоплі з додаванням інших інгредієнтів (цибулі, смаженого шпика, маринованих огірків). Як заправки використовується майонез або вінегретна заправка, іноді йогурт.
Картопляний салат — популярний гарнір для багатьох страв. Часто подається до сосисок або відбивних, а також смаженої риби. Картопляний салат є класичним гарніром до віденського шніцеля.

## Історія
Вважається, що картопляний салат бере свій початок у Німеччині, звідки він широко поширився по всій Європі, а пізніше до європейських колоній. Американський картопляний салат, швидше за все, походить від рецептів, які в США привозили німецькі та Європейські іммігранти протягом ХІХ століття.

## Приготування
Існує величезна кількість рецептів картопляного салату. Для картопляних салатів зазвичай використовуються сорти картоплі, які не розварюються, щоб при змішуванні шматочки картоплі не втрачали форму. Іноді картоплю для картопляного салату відварюють заздалегідь, за добу, щоб вона придбала додаткову твердість. У деяких рецептах картоплю ріжуть безпосередньо після варіння гарячою, оскільки вона краще вбирає маринад. Для приготування картопляного салату годиться як чищена картопля, так і почищена після варіння картопля в мундирі.

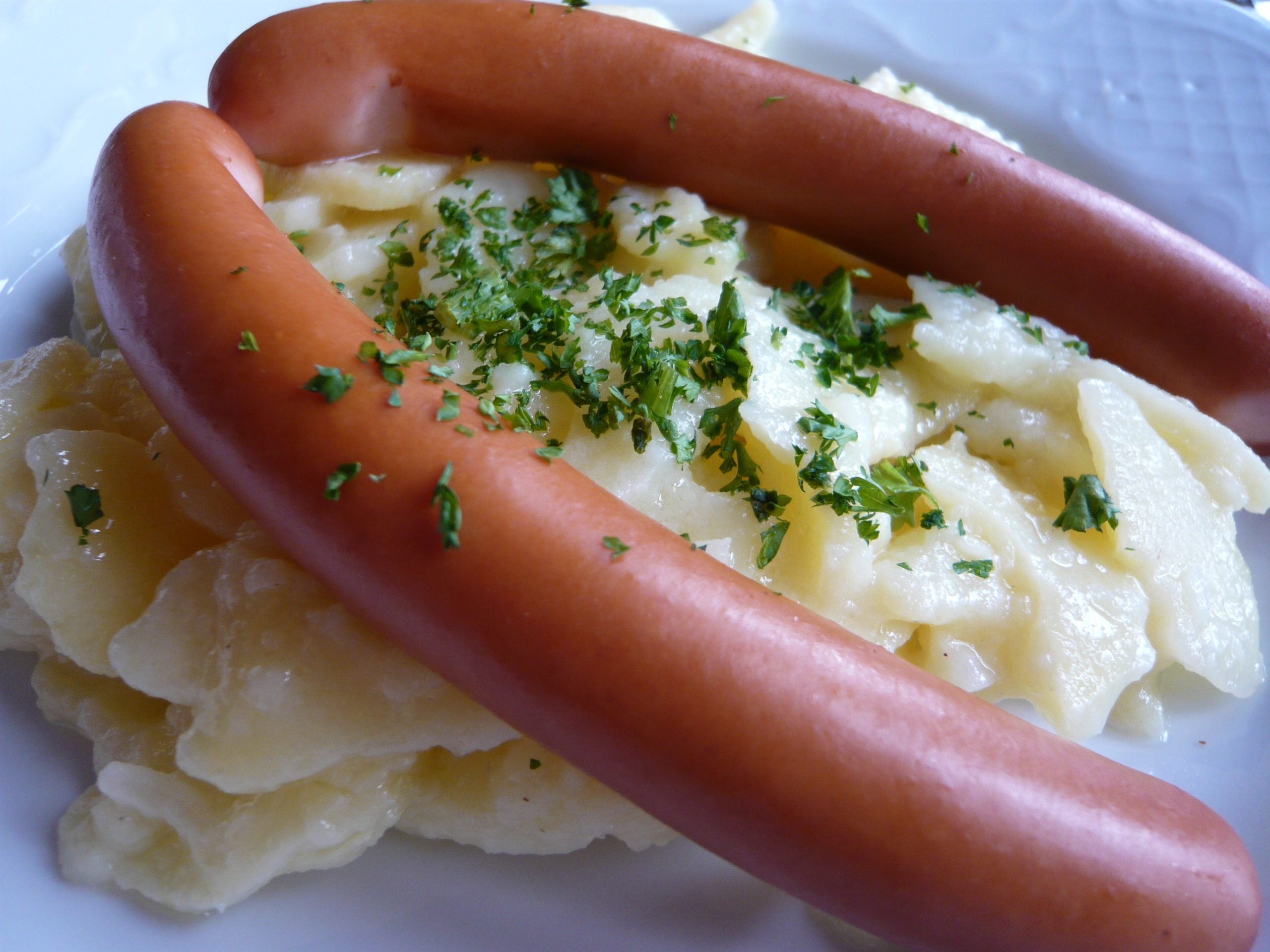
Картопляний салат як гарнір до франкфуртських сосисок